# Gontaut e Sent Pèir de Nogaret
Gontaut de Nogaret (en francès Gontaud-de-Nogaret) és un municipi francès situat al departament d'Òlt i Garona i a la regió de la Nova Aquitània.

## Demografia
| 1962                                       | 1968  | 1975  | 1982  | 1990  | 1999  | 2007  |
| ------------------------------------------ | ----- | ----- | ----- | ----- | ----- | ----- |
| 1.540                                      | 1.550 | 1.488 | 1.517 | 1.518 | 1.537 | 1.582 |
| Des de 1962: població sense dobles comptes |       |       |       |       |       |       |

## Administració
| Període | Identitat        | Partit |
| ------- | ---------------- | ------ |
| 2001-   | Thierry Constans |        |

## Agermanaments
- Bantzenheim